# Edgard Sorgeloos
Edgard Sorgeloos Labieken (Denderhoutem, 14 dicembre 1930 – Oudenaarde, 12 novembre 2016) è stato un ciclista su strada, pistard e dirigente sportivo belga.
Professionista dal 1951 al 1966, vinse una tappa al Tour de France 1965. Partecipò a un'edizione dei campionati del mondo, a Sallanches, e complessivamente a diciotto grandi giri.

## Carriera
Fu un fidato gregario prima di Rik Van Steenbergen e poi di Rik Van Looy; nonostante questo riuscì a conquistare un buon numero di successi e risultati personali significativi grazie anche ad un buono spunto veloce sia nelle più importanti brevi corse a tappe del panorama europeo sia nelle corse in linea e nelle kermesse e circuiti tipici del Belgio. Era Soprannominato Labike perché la madre si chiamava Labie Rachel.

Ha preso parte, in più occasioni, alle principali corse del panorama ciclistico mondiale, sia per quanto concerne le prove in linea che per quelle a tappe. Fra i suoi principali piazzamenti personali vanno menzionati, nelle corse a tappe, il quinto posto al Giro del Belgio 1955, il secondo al Tour de Suisse 1957, il sesto alla Parigi-Nizza ed il secondo al Dwars door België 1960, il settimo al Giro del Belgio 1962; per quanto concerne le corse in linea, oltre a vincere due edizioni della vecchia classica sarda Sassari-Cagliari, ebbe buoni riscontri nella Parigi-Tours, dove su settimo nel 1956 e quarto nel 1960, nel Giro delle Fiandre, sesto nel 1959 e nono nel 1962, e nel E3 Prijs Harelbeke, dove fu terzo nel 1964.
Sfiorò più volte il successo di tappa in tutti e tre i grandi giri, ma lo fallì sempre fino al 1965, quando al penultimo anno di carriera riuscì finalmente ad aggiudicarsi una frazione del Tour de France.

## Palmarès
- 1950 (dilettanti)

4ª tappa Giro del Belgio dilettanti (Machelen > Dinant)
- 1951 (dilettanti)

Lauven-Gent indipendenti
Grand Prix Maurice Depauw - Charleroi
- 1952 (Garin-Wolber, una vittoria)

Circuit van de Dender - Lens
- 1954 (Garin-Wolber, una vittoria)

3ª tappa Giro d'Europa (Namour > Lussemburgo
- 1955 (Elevé/Aiglon, due vittorie)

3ª tappa Giro del Belgio (Florenville > Marcinelle)
3ª tappa Tour de Suisse (Delémont > Ginevra)
- 1957 (Peugeot, tre vittorie)

Sint Lieven-Esse
Grand Prix de la Famenne
4ª tappa Tour de Suisse (La Chaux-de-Fonds > Berna)
- 1958 (Elevé, due vittorie)

Grand Prix des Ardennes - Vresse-Rienne
Grand Prix Wingene - Kampioenschap van West-Vlaanderen
- 1959 (Faema, una vittoria)

Sassari-Cagliari
- 1960 /Faema, due vittorie)

Sint Liven-Esse
1ª tappa Dwars door België
- 1962 (Flandria, due vittorie)

Omloop der Vlaamse Gewesten
8ª tappa Parigi-Nizza (Manosque > La Ciotat)
- 1964 (Solo, due vittorie)

Sassari-Cagliari
Ronde van Brabant
- 1965 (Solo, una vittoria)

4ª tappa Tour de France (Caen > Saint-Brieuc)

### Altri successi
- 1952 (Garin-Wolber)

Kermsesse di Welle
- 1954 (Garin-Wolber)

Halse Pijl (Kermesse)
Kermesse di Wervik
- 1955 (Elevé/Aiglon)

Steenhuize-Wijnhuize (Kermesse)
Ninove - Prix Victor Standaert (Kermesse)
Halse Pijl (Kermesse)
Erembodegem-Terjoden (Kermesse)
- 1956 (Elevé)

Halse Pijl (Kermesse)
Criterium di Gooik
Kermesse di Nederbrakel
- 1958 (Elevé)

Criterium di Aachen
Kermesse di Zeebrugge
- 1959 (Faema)

Criterium di Ronse
- 1961 (Faema)

Erembodegem-Terjoden (Kermesse)
Kermesse di Denderhoutem
- 1962 (Flandria)

Grand Prix du Parisien
2ª tappa, 2ª semitappa Tour de France (Herentals, cronosquadre)
4ª tappa, 1ª semitappa Giro del Belgio (Ostenda, cronosquadre)
Rund um die Kö - Düsseldorf (Criterium)
Kermesse di Denderhoutem
- 1964 (Solo)

Criterium di Zingem
Zuidkempense Pijl-Prix Wilfried Peeters-Mol Sluis(Kermesse)
- 1965 (Solo)

Criterium di Aalst

### Pista
- 1957

Bruxelles, Corsa ad eliminazione

## Piazzamenti

### Grandi giri
- Tour de France

1955: ritirato (alla 8ª tappa)
1962: 62º
1963: ritirato (alla 11ª tappa)
1964: 61º
1965: 84º
1966: fuori tempo massimo (alla 16ª tappa)
- Giro d'Italia

1956: 14º
1957: 44º
1959: 55º
1960: 54º
1961: 46º
1962: ritirato (alla ?ª tappa)
1963: ritirato (alla ?ª tappa)
- Vuelta a España

1956: 22º
1959: ritirato (alla 13ª tappa)
1963: 15º
1964: ritirato (alla ?ª tappa)
1965: ritirato (alla ?ª tappa)

### Classiche monumento
- Milano-Sanremo

1955: 79º
1956: 25º
1957: 74º
1959: 35º
1960: 21º
1961: 19º
1963: 71º
1965: 41
- Giro delle Fiandre

1959: 6º
1962: 9º
1964: 17º
1965: 17
- Parigi-Roubaix

1964: 66º
1965: 45
Liegi-Bastogne-Liegi
1954: 15º
1960: 17º
- Giro di Lombardia

1955: 83º
1956: 62º
1958: 102º
1959: 21º
1960: 97º

### Competizioni mondiali
- Campionati del mondo su strada

Sallanches 1964 - In linea: 31º